# بایع‌کلا (سوادکوه)
بایع‌کلا، روستایی است از توابع بخش مرکزی شهرستان سوادکوه در استان مازندران ایران. زادگاه استاد علی بایع صنمی  و    استاد هادی زادمهر.

## راه دسترسی
راه دسترسی روستا بعد از گذر از روستاهای لمزر ، فلورد و رجه به بایعکلا می رسد. راه دیگر روستا نیز پس از جدا شدن از جاده خطیرکوه و رد شدن از روستاهای سرچلشک و خرج به بایعکلا میرسد.

## جمعیت
این روستا در دهستان راستوپی قرار دارد و براساس سرشماری مرکز آمار ایران در سال ۱۳۹۵، جمعیت آن ۲۸۲ نفر (۹۲ خانوار) بوده‌است.

## مکان های دیدنی
- قله دبرار

این قله که روستا در دامنه آن قرار دارد حدود ۲۷۰۰ متر ارتفاع دارد‌.
قله دارای مناظری زیبا است که گردشگران زیادی را به خود جذب میکند.
- چشمه سرلوح

چشمه در بالاترین نقطه روستا قرار دارد.

## مکان های مذهبی
- حسینیه روستا بایعکلا
- امامزاده عباس بایعکلا
- علم و علم خانه بایعکلا